# MTD (мобільний зв'язок)
MTD (абревіатура від швед. Mobiltelefonisystem D — «система мобільної телефонії D») — мобільна мережа, створена у Швеції 1971 року. У 1987 році вважалася застарілою через новий стандарт NMT. Стандарт MTD працює на частоті 450 МГц. У таких скандинавських країнах як Норвегія та Данія ця мережа була у використанні з 1976 року.